# Ticorea tubiflora
Ticorea tubiflora là một loài thực vật có hoa trong họ Cửu lý hương. Loài này được (A.C. Sm.) Gereau miêu tả khoa học đầu tiên năm 1990.